# Ariana Ince
Pour les articles homonymes, voir Ince.
Ariana Ince (née le 14 mars 1989 à San Antonio) est une athlète américaine.

## Palmarès
| Date | Compétition        | Lieu     | Résultat | Épreuve           | Distance |
| ---- | ------------------ | -------- | -------- | ----------------- | -------- |
| 2018 | Championnats NACAC | Toronto  | 1re      | Lancer du javelot | 59,59 m  |
| 2019 | Jeux panaméricains | Lima     | 3e       | Lancer du javelot | 62,32 m  |
| 2022 | Championnats NACAC | Freeport | 2e       | Lancer du javelot | 59,69 m  |